# レロイ郡区 (アイオワ州ブレマー郡)
レロイ郡区は、アメリカ合衆国、アイオワ州、ブレマー郡にある14の郡区の一つである。2000年の国勢調査で、人口は210人だった。

## 地理
レロイ郡区は、56.0平方キロメートル（21.61平方マイル)で、組み込まれた自治体(incorporated settlements)はありません。
アメリカ地質調査所によると、この郡区はFrederika TownshipとLe Roy TownshipとMentorとMount OlivetとPinhookの5つの霊園が含まれる。